# 마스터스 오브 섹스
마스터스 오브 섹스(Masters of Sex)는 2013년부터 2016년까지 방영한 텔레비전 드라마이다.

## 출연진

### 주역
- 마이클 신 - 윌리엄 마스터스
- 리지 캐플런 - 버지니아 E. 존슨
- 케이틀린 피츠제럴드 - 리비 마스터스
- 테디 시어스 - 오스틴 랭햄
- 니컬러스 다고스토 - 이선 하스
- 애널리 애슈퍼드 - 베티 디멜로

### 조역
- 보 브리지스 - 바튼 스컬리
- 앨리슨 재니 - 마거릿 스컬리
- 로즈 매카이버 - 비비언 스컬리
- 헬렌 요크 - 제인 마틴
- 케빈 크리스티 - 레스터 린든
- 줄리앤 니컬슨 - 릴리언 디폴
- 앤 다우드 - 에스터브룩스 "에시" 마스터스
- 매더 지켈 - 조지 존슨
- 콜 샌드, 노아 로빈스 - 헨리 존슨
- 케일라 매디슨, 이저벨 퍼먼 - 테사 존슨
- 그레그 그런버그 - 진 모레티
- 핀 위틀록 - 데일
- 베치 브랜트 - 바버라 샌더슨
- 크리스천 볼 - 프랭크 마스터스
- 키키 파머 - 코럴
- 조코 심스 - 로버트 프랭클린
- 세라 실버먼 - 헬렌
- 코트니 B. 밴스 - 찰스 헨드릭스
- 대니 휴스턴 - 더글러스 그레이트하우스
- 아티미스 페브다니 - 플로 패커
- 애덤 아킨 - 솁 탤리
- 조시 찰스 - 댄 로건
- 에밀리 키니 - 노라 에버렛
- 벤 콜다이크 - 폴 에들리
- 콜린 우들 - 로널드 스터기스
- 제러미 스트롱 - 아트 드리슨
- 베티 길핀 - 낸시 러보
- 니시 내시 - 루이즈 벨
- 켈리 크리스틴 오하라 - 도디 올리버